# Кабатия
Кабатия (на арабски: قباطية‎) е град, разположен на Западния бряг в Палестинската автономия, намира се в провинция Дженин. Населението на града е 24 439 души (по данни от преброяване от 2017 г.).